# Орловка (Днепропетровская область)
Орловка (укр. Орлівка) — село, Ляшковский сельский совет, Царичанский район, Днепропетровская область, Украина.
Код КОАТУУ — 1225683007. Население по переписи 2001 года составляло 313 человек.

## Географическое положение
Село Орловка примыкает к селу Шаровка, на расстоянии в 2 км расположены сёла Щербиновка и Брынзы (Полтавская область).